# José Edvar Simões
Pour les articles homonymes, voir Simões (homonymie).
José Edvar Simões, né le 23 avril 1943, à São José dos Campos, au Brésil, est un ancien joueur et entraîneur brésilien de basket-ball.

## Palmarès
- 3e des Jeux olympiques 1964
- Troisième du championnat du monde 1967
- Finaliste du championnat du monde 1970